# ディズニー・チャンネル・プレイリスト
ディズニー・チャンネル・プレイリスト (Disney Channel Playlist)はディズニー・チャンネル放送番組およびディズニー・チャンネル・オリジナル・ムービーで使用された楽曲収録のコンピレーション・アルバムである。アメリカ合衆国で2009年6月9日リリースされ、日本で2009年9月16日リリースされた。

## 概要
アルバムはディズニー・チャンネルで放送された番組の出演者によって歌われた楽曲が収められている。
収録曲は『プリンセス・プロテクション・プログラム』からのセレーナ・ゴメスとデミ・ロヴァートのデュエット曲「ワン・アンド・ザ・セイム」、ミッチェル・ムッソの「ザ・ガール・キャント・ヘルプ・イット」、『ジョナス』からのジョナス・ブラザーズの「リヴ・トゥ・パーティー」、『サニー with チャンス』からのデミ・ロヴァートの「ソー・ファー・ソー・グレイト」、『ピート・ザ・チキン～僕は超人気セレブ!』からのミッチェル・ムッソとティファニー・ソーントンのデュエット曲「レット・イット・ゴー」、『ダッドナップ～パパ誘拐計画』からのエミリー・オスメントの「ヒーロー・イン・ミー」、『ハンナ・モンタナ』からのハンナ・モンタナの「クレイジーになろう」、『フィニアスとファーブ』からの「ギチ・ギチ・グーは愛してる」、『ウェイバリー通りのウィザードたち』からのセレーナ・ゴメスの「魔法は意外に複雑」、『キャンプ・ロック』からの「ディス・イズ・ミー」と「スタート・ザ・パーティー」～リミックス、『ハイスクール・ミュージカル2』からのアシュレイ・ティスデイル(シャーペイ)とルーカス・グラビール(ライアン)のデュエット曲「ファービュラス」、『タイムマシン大作戦』からのコービン・ブルーの「ラン・イット・バック・アゲイン」、『チーター・ガールズ3 イン・インド』からのチーター・ガールズの「ダンス・ミー・イフ・ユー・キャン」。
『ハイスクール・ミュージカル』からのザック・エフロン(トロイ)とヴァネッサ・ハジェンズ(ガブリエラ)のデュエット曲「自由をつかめ」(Breaking Free)は全米シングルチャートビルボードホット100で第4位を記録している。

## 収録曲
| #         | タイトル                                                                         | 作詞      | 作曲・編曲 | アーティスト                                  | 時間 |
| --------- | -------------------------------------------------------------------------------- | --------- | ---------- | --------------------------------------------- | ---- |
| 1.        | 「ワン・アンド・ザ・セイム」(プリンセス・プロテクション・プログラム)             |           |            | セレーナ・ゴメス & デミ・ロヴァート           | 3:01 |
| 2.        | 「リヴ・トゥ・パーティー」(ジョナス)                                             |           |            | ジョナス・ブラザーズ                          | 2:51 |
| 3.        | 「ソー・ファー・ソー・グレイト」(テーマソング サニー with チャンス)              |           |            | デミ・ロヴァート                              | 2:14 |
| 4.        | 「レット・イット・ゴー」(ピート・ザ・チキン～僕は超人気セレブ!)                  |           |            | ミッチェル・ムッソ & ティファニー・ソーントン | 2:36 |
| 5.        | 「ヒーロー・イン・ミー」(ダッドナップ～パパ誘拐計画)                             |           |            | エミリー・オスメント                          | 2:20 |
| 6.        | 「クレイジーになろう」(ハンナ・モンタナ)                                         |           |            | ハンナ・モンタナ                              | 2:35 |
| 7.        | 「ギチ・ギチ・グーは愛してる」(フィニアスとファーブ)                             |           |            | フィニアス & キャンディス                     | 1:59 |
| 8.        | 「ザ・ガール・キャント・ヘルプ・イット」(プリンセス・プロテクション・プログラム) |           |            | ミッチェル・ムッソ                            | 3:22 |
| 9.        | 「魔法は意外に複雑」(テーマソング ウェイバリー通りのウィザードたち)              |           |            | セレーナ・ゴメス                              | 0:50 |
| 10.       | 「ディス・イズ・ミー」(キャンプ・ロック)                                         |           |            | デミ・ロヴァート & ジョー・ジョナス           | 3:07 |
| 11.       | 「自由をつかめ」(ハイスクール・ミュージカル)                                     |           |            | トロイ & ガブリエラ                           | 3:26 |
| 12.       | 「ファービュラス」(ハイスクール・ミュージカル2)                                  |           |            | シャーペイ & ライアン                         | 3:01 |
| 13.       | 「ラン・イット・バック・アゲイン」(タイムマシン大作戦)                           |           |            | コービン・ブルー                              | 2:51 |
| 14.       | 「スタート・ザ・パーティー」(リミックス キャンプ・ロック)                        |           |            | ジョーダン・フランシス                        | 2:46 |
| 15.       | 「ダンス・ミー・イフ・ユー・キャン」(チーター・ガールズ3 イン・インド)           |           |            | チーター・ガールズ                            | 3:30 |
| 合計時間: | 合計時間:                                                                        | 合計時間: | 40:29      |                                               |      |

## チャートと売上
| チャート (2009年)  | 最高 順位 | 売上   |
| ------------------ | --------- | ------ |
| 全米ビルボード200  | 72        | 30,000 |
| 全米Top Kid Albums | 1         | 30,000 |

## 発売日
| 国名 | 発売日        | フォーマット              | レーベル                     |
| ---- | ------------- | ------------------------- | ---------------------------- |
| 米国 | 2009年6月9日  | CD、デジタル･ダウンロード | ウォルト・ディズニー         |
| 日本 | 2009年9月16日 | CD、デジタル･ダウンロード | エイベックス・マーケティング |